# هلن پورتر
هلن کمپ پورتر (با نام تولد آرچبولد، بعدها هاگت؛ انگلیسی: Helen Porter؛ ۱۰ نوامبر ۱۸۹۹ – ۷ دسامبر ۱۹۸۷) گیاه‌شناس بریتانیایی و از پیشگامان علوم گیاهی در کالج سلطنتی لندن بود. او نخستین زنی است که به مقام استادی در این مؤسسه علمی معتبر دست یافت و همچنین به عنوان عضو انجمن سلطنتی برگزیده شد. تحقیقات پیشگامانه پورتر در زمینه متابولیسم پلی‌ساکاریدها در گیاهان تنباکو، همراه با به‌کارگیری فناوری‌های نوینی مانند کروماتوگرافی و ردیاب‌های رادیواکتیو، تحولی اساسی در علوم گیاهی ایجاد کرد. وی همچنین برندهٔ جوایزی همچون همکار انجمن سلطنتی شده است.: 400 

## زندگی شخصی
پورتر در فارنهام ساری انگلستان متولد شد. پدرش جورج کمپ آرچبولد مدیر مدرسه و مادرش کارولین امیلی بروتون وایتهد خواننده حرفه‌ای آموزش‌دیده در بلژیک بود. دوران کودکی او تحت تأثیر فضای محافظه‌کارانه ویکتوریایی و سپس جنگ جهانی اول قرار گرفت. پس از جدایی خانواده به دلیل جنگ، پورتر تحصیلات خود را در مدرسه دخترانه کلیفتون در بریستول ادامه داد.: 252 
در سال ۱۹۳۷ با ویلیام جورج پورتر پزشک ازدواج کرد که پس از چند سال درگذشت، اما هلن نام خانوادگی او را برای فعالیت‌های حرفه‌ای حفظ نمود.: 1042  در سال ۱۹۶۲ با پروفسور آرتور سنت جورج هاگت، استاد فیزیولوژی و عضو انجمن سلطنتی ازدواج کرد که او نیز در سال ۱۹۶۸ درگذشت.: 402 
پورتر در طول زندگی علایق متنوعی داشت؛ از سفرهای گسترده در جوانی شامل قایقرانی در رود دانوب در دهه ۱۹۲۰ و بازدید از محوطه‌های باستان‌شناسی خاورمیانه، تا گلدوزی‌های هنرمندانه‌ای که از تصاویر نشریات علمی معاصر الهام می‌گرفت. او که هیچ‌گاه صاحب فرزند نشد، در سال ۱۹۸۷ در سن ۸۸ سالگی درگذشت و میراث علمی ارزشمندی به عنوان یکی از پیشگامان بیوشیمی گیاهی و الهام‌بخش زنان در علوم از خود به جای گذاشت.: 407 
دستاوردهای علمی پورتر در کالج سلطنتی لندن، راه را برای حضور زنان در عرصه‌های علمی سطح بالا هموار کرد. نوآوری‌های او در به‌کارگیری روش‌های پیشرفته آزمایشگاهی برای مطالعه فرآیندهای بیوشیمیایی گیاهان، بنیان‌های جدیدی در تحقیقات گیاه‌پزشکی و بیوشیمی ایجاد نمود که تا امروز نیز مورد توجه جامعه علمی است.: 407 

## تحصیلات و فعالیت‌های علمی
هلن کمپ پورتر پس از آموزش‌های اولیه در منزل، در سال ۱۹۰۶ و در سن ۶ سالگی در مدرسه دخترانه کلیفتون نام‌نویسی کرد. وی در سال ۱۹۱۷ با کسب نمرات ممتاز در تمامی دروس از این مدرسه فارغ‌التحصیل شد. علاقه او به علوم در سن ۱۳ سالگی و تحت تأثیر یکی از معلمان الهام‌بخشش شکل گرفت.
پورتر تحصیلات عالی خود را در کالج بدفورد (دانشگاه وابسته به دانشگاه لندن مخصوص بانوان) آغاز نمود و در رشته‌های شیمی، فیزیک و ریاضیات به تحصیل پرداخت. او موفق به اخذ مدرک با درجه عالی در هر دو رشته فیزیک و شیمی شد. در سال ۱۹۳۲ مدرک دکترای علوم (D.Sc.) خود را از دانشگاه لندن دریافت کرد و همزمان دیپلمی نیز از کالج سلطنتی لندن کسب نمود. وی برای تکمیل دانش خود در زمینه زیست‌شناسی و بیوشیمی، در کالج بیرکبک و کالج پلی‌تکنیک چلسی نیز به تحصیل ادامه داد.

## حرفه علمی
پورتر تحصیلات تکمیلی خود را در کالج سلطنتی لندن به عنوان دانشجوی کارشناسی ارشد پی گرفت و در آزمایشگاه شیمی آلی تحت مدیریت پروفسور تورپ و راهنمایی دکتر مارتا وایتلی به فعالیت پرداخت. تحقیقات او در این آزمایشگاه بر روی مشتقات مختلف باربیتورات‌ها متمرکز بود.: 404  در سال ۱۹۲۲، او به گروه تحقیقاتی ایستگاه پژوهش‌های دمای پایین وابسته به دانشگاه کمبریج ملحق شد تا بر روی مشکل فساد سیب‌ها در سردخانه‌ها که معضل اصلی واردکنندگان میوه بود، مطالعه کند. تیم تحقیقاتی پورتر به بررسی فرایند تنفس سلولی میوه‌ها و تجزیه و تحلیل ترکیبات آلی آنها شامل قندها، اسیدهای آلی، نشاسته‌ها، همی‌سلولزها و پکتین‌ها پرداختند.: 405 
تحقیقات پورتر از مرحله تجزیه و تحلیل شیمیایی ساده فراتر رفت و به بررسی نقش این ترکیبات شیمیایی در رشد و رسیدن میوه‌ها گسترش یافت. او همچنین مکانیسم‌های انتقال، سنتز و متابولیسم این ترکیبات را مورد مطالعه قرار داد. تا سال ۱۹۳۱، پورتر و تیمش موفق به درک واکنش‌های شیمیایی در سیب‌های انبار شده شده بودند، اما هنوز علت اصلی این تغییرات را کشف نکرده بودند. در همین سال، بودجه تحقیقاتی این پروژه قطع شد و مطالعات آنها ناتمام ماند.
این تحقیقات مبنایی برای کارهای بعدی پورتر در زمینه متابولیسم پلی‌ساکاریدها در گیاهان تنباکو شد که با استفاده از تکنیک‌های پیشرفته‌ای مانند کروماتوگرافی و ردیاب‌های رادیواکتیو انجام گرفت. مطالعات او نه‌تنها مشکلات عملی صنایع غذایی را هدف قرار داده بود، بلکه بنیان‌های نظری مهمی در درک فرآیندهای متابولیکی گیاهان ایجاد نمود که تا امروز در تحقیقات گیاه‌پزشکی مورد استفاده قرار می‌گیرد.: 404 